# エミリー・ジャーシル
エミリー・ジャーシル（アラビア語: املي جاسر、Emily Jacir、1970年 - ）は、パレスチナの現代美術家。ベツレヘム出身。

## 人物
サウジアラビアで育ち、高校よりイタリアのローマで暮らす。現在はアメリカの市民権を獲得しており、パレスチナのラマッラとニューヨークを往復しながら作品制作を行っている
2007年に第52回ヴェネチア・ビエンナーレに出展した『Material for a Film』は40歳以下の部門の金獅子賞を獲得し、2008年ヒューゴ・ボス賞も受賞した。